# Canton de Royat
Le canton de Royat est une ancienne division administrative française située dans le département du Puy-de-Dôme et la région d'Auvergne. 
Le redécoupage des cantons du Puy-de-Dôme a supprimé ce canton.

## Géographie
Ce canton est organisé autour de Royat dans l'arrondissement de Clermont-Ferrand. Son altitude varie de 385 m (Nohanent) à 1 465 m (Orcines) pour une altitude moyenne de 750 m.

## Histoire
Le canton a été créé par un décret du 2 février 1982 en remplacement de l'ancien canton de Clermont-Ferrand-Nord.
Un décret du 25 février 2014 modifie le périmètre des cantons du département ; ce canton n'existera plus à compter de mars 2015. Par conséquent :
- Royat intègre le canton de Chamalières ;
- Chanat-la-Mouteyre et Orcines intègrent le nouveau canton d'Orcines ;
- Durtol et Nohanent intègrent le nouveau canton de Cébazat.

## Représentation

### Résultats électoraux
En 2008, Jean Ponsonnaille (UMP) a été élu au premier tour avec 53,92 % des voix, battant deux autres candidats. Le taux de participation est de 68,75 %.

### Conseillers généraux
| Période | Période | Identité          | Étiquette    | Qualité |
| ------- | ------- | ----------------- | ------------ | --- |
| 1982    | 2001    | Georges Monnet    | RPR          | Inspecteur d'assurances, maire d'Orcines (1977-1989)                                                       |
| 2001    | 2015    | Jean Ponsonnaille | RPR puis UMP | Cardiologue, professeur de médecine, ancien conseiller régional, élu en 2015 dans le canton de Chamalières |

## Composition
Le canton de Royat groupait cinq communes et comptait 12 861 habitants (recensement de 2012, population municipale).
| Nom                | Code Insee | Intercommunalité            | Superficie (km2) | Population (dernière pop. légale) | Densité (hab./km2) |
| ------------------ | ---------- | --------------------------- | ---------------- | --------------------------------- | ------------------ |
| Royat (chef-lieu)  | 63308      | Clermont Auvergne Métropole | 6,62             | 4 787 (2014)                      | 723                |
| Chanat-la-Mouteyre | 63083      | CA Riom Limagne et Volcans  | 14,27            | 947 (2014)                        | 66                 |
| Durtol             | 63141      | Clermont Auvergne Métropole | 4,01             | 1 987 (2014)                      | 496                |
| Nohanent           | 63254      | Clermont Auvergne Métropole | 4,20             | 2 139 (2014)                      | 509                |
| Orcines            | 63263      | Clermont Auvergne Métropole | 42,73            | 3 336 (2014)                      | 78                 |

## Démographie

### Évolution démographique
| 1982   | 1990   | 1999   | 2006   | 2011   | 2012   |
| ------ | ------ | ------ | ------ | ------ | ------ |
| 11 049 | 11 378 | 12 278 | 12 696 | 12 662 | 12 861 |

### Pyramide des âges
| Hommes | Classe d’âge | Femmes |
| ------ | ------------ | ------ |
| 0,6    | 90 ans ou +  | 1,4    |
| 6,8    | 75 à 89 ans  | 11,2   |
| 16,9   | 60 à 74 ans  | 17     |
| 15,2   | 45 à 59 ans  | 23,7   |
| 18,6   | 30 à 44 ans  | 17,6   |
| 15,3   | 15 à 29 ans  | 13,8   |
| 16,5   | 0 à 14 ans   | 15,2   |

| Hommes | Classe d’âge | Femmes |
| ------ | ------------ | ------ |
| 0,4    | 90 ans ou +  | 1,2    |
| 6,9    | 75 à 89 ans  | 10,8   |
| 15,3   | 60 à 74 ans  | 15,8   |
| 21     | 45 à 59 ans  | 20,4   |
| 20,1   | 30 à 44 ans  | 18,4   |
| 19,5   | 15 à 29 ans  | 17,8   |
| 16,9   | 0 à 14 ans   | 15,5   |